# Cassipourea kamerunensis
Cassipourea kamerunensis är en tvåhjärtbladig växtart som först beskrevs av Adolf Engler, och fick sitt nu gällande namn av Arthur Hugh Garfit Alston. Cassipourea kamerunensis ingår i släktet Cassipourea, och familjen Rhizophoraceae. Inga underarter finns listade i Catalogue of Life.